# Франко де Соуза, Андерсон Виллиан
Андерсон Виллиан Франко де Соуза (порт. Anderson Willian Franco de Souza; 8 апреля 1992) — бразильский футболист, атакующий полузащитник и нападающий. Лучший футболист Кыргызстана 2011 года.

## Биография
Воспитанник футбольной академии «Оле Бразил». В начале 2011 года перешёл в киргизский клуб «Дордой» вместе с ещё двумя бразильскими футболистами — Жанкарлосом Израэлем Превиато и Бруно Морейро Фрейтасом. Выступал за «Дордой» в 2011—2012 годах и в обоих сезонах становился чемпионом Кыргызстана, в 2012 году также стал обладателем Кубка и Суперкубка страны. В 2011 году признан лучшим футболистом Кыргызстана, а также включен в символическую сборную легионеров чемпионата. Принимал участие в Кубке президента АФК 2012 года, забил 3 гола в 5 матчах.
После возвращения в Бразилию играл за клубы низших лиг — «Комерсиал» (Рибейран-Прету) и «Атибая». В 2017 году играл за «Сан-Кристован».